# دیلانا
دیلانا جانسن ون وورن (۱۰ اوت ۱۹۷۲) که بیشتر با نام دیلانا اسمیت شناخته می‌شود یک خواننده، ترانه‌سرا و مجری آفریقای جنوبی است که در لس آنجلس، کالیفرنیا زندگی می‌کند.
دیلانا یانسن ون وورن در ۱۰ اوت ۱۹۷۲ در ژوهانسبورگ، آفریقای جنوبی به دنیا آمد. نام خانوادگی او زمانی که حدود دو ساله بود، پس از آنکه مادرش با ناپدری اش ازدواج کرد، به اسمیت تغییر کرد.

## آهنگ‌شناسی

### آلبوم‌ها
| سال  | جزئیات آلبوم                                                                                         | موقعیت نمودار |
| ---- | --- | ------------- |
| ۲۰۰۰ | احمق شگفت‌انگیز - منتشر شده: ۵ سپتامبر ۲۰۰۰ - برچسب: گلوله قرمز - فرمت: سی دی                         | ۶۲            |
| ۲۰۰۹ | پشت و رو - منتشر شده: ۱۷ نوامبر ۲۰۰۹ - برچسب: Kabunk Records - فرمت: دانلود دیجیتال                  |               |
| ۲۰۱۳ | هیولای زیبا - تاریخ انتشار: ۱۰ آگوست ۲۰۱۳ - برچسب: Rusty Harp Records - فرمت: CD: دانلود دیجیتال     |               |
| ۲۰۱۶ | دیلانا / فرشته استتار - منتشر شده: فوریه ۲۰۱۶ - برچسب: Rusty Harp Records - فرمت: CD: دانلود دیجیتال |               |

### تک آهنگ
| سال  | ترانه                      | آلبوم                | موقعیت‌های اوج | موقعیت‌های اوج | موقعیت‌های اوج |
| سال  | ترانه                      | آلبوم                | است           | خالص          | ZA            |
| ---- | -------------------------- | -------------------- | ------------- | ------------- | ------------- |
| ۱۹۹۶ | "رقص در مهتاب" (با ووزانی) | رقص در زیر نور مهتاب | –             | –             | 1             |
| ۲۰۰۰ | "شما در حال حاضر انجام"    | احمق شگفت‌انگیز       | –             | 29            | –             |
| ۲۰۰۰ | "به تمام سیارات"           | احمق شگفت‌انگیز       | –             | 25            | –             |
| ۲۰۰۰ | "فرار بزرگ"                | احمق شگفت‌انگیز       | –             | 82            | –             |
| ۲۰۰۶ | " رکسانا "                 | تنها مجرد            | 1             | –             | –             |
| ۲۰۰۷ | " ملکه قاتل "              | تنها مجرد            | 9             | –             | –             |
| ۲۰۰۷ | " تعطیلات "                | پشت و رو             | –             | –             | –             |

### سایر آثار
| سال  | ترانه                              | آلبوم                                            |
| ---- | ---------------------------------- | ------------------------------------------------ |
| ۲۰۰۰ | "اکنون آیا شما"                    | Ready To Go 4 – زنان امروزی                      |
| ۲۰۰۰ | «اکنون آیا شما»                    | راک زون ۲                                        |
| ۲۰۰۰ | «به تمام سیارات»                   | Veronica The Smart One: Top 100 – 2000 Nummer 06 |
| ۲۰۰۲ | "اکنون آیا شما"                    | راک از دهه ۹۰                                    |
| ۲۰۰۷ | "سیاه" (Gilby Clarke feat. دیلانا) | گیلبی کلارک                                      |

### آهنگ در رسانه‌های دیگر
| سال  | عنوان                          | توضیحات                                 | ترانه          |
| ---- | ------------------------------ | --------------------------------------- | -------------- |
| ۲۰۰۰ | لک\|\|فیلم                     | "به تمام سیارات"                        |                |
| ۲۰۰۱ | قاتل روح                       | فیلم                                    | «قاتل روح»     |
| ۲۰۰۷ | علایق                          | قسمت سریال تلویزیونی: "Episode #1.2039" | " ابر روح "    |
| ۲۰۰۷ | مسابقات قهرمانی تور WTA        | برنامه ورزشی تلویزیونی                  | " ملکه قاتل "  |
| ۲۰۰۸ | وقتی زنان بر جهان حکومت می‌کنند | قسمت سریال تلویزیونی: "قسمت شماره ۱٫۸"  | " ملکه قاتل "  |
| ۲۰۱۰ | شهر                            | قسمت سریال تلویزیونی: "گمشده در ترجمه"  | "پارتی جهانی"  |
| ۲۰۱۱ | فرشته استتار                   | فیلم                                    | "هواپیما"      |
| ۲۰۱۱ | فرشته استتار                   | فیلم                                    | "گل مرده"      |
| ۲۰۱۱ | فرشته استتار                   | فیلم                                    | "مرد دو سر"    |
| ۲۰۱۱ | فرشته استتار                   | فیلم                                    | "هر کجا"       |
| ۲۰۱۱ | فرشته استتار                   | فیلم                                    | "یخ"           |
| ۲۰۱۱ | فرشته استتار                   | فیلم                                    | "شاید فقط کمی" |
| ۲۰۱۱ | فرشته استتار                   | فیلم                                    | "بردگان"       |
| ۲۰۱۱ | فرشته استتار                   | فیلم                                    | " ابر روح "    |

## جوایز و نامزدها
| سال  | جایزه                           | کار نامزد شده                                             | دسته‌بندی |
| ---- | ------------------------------- | --------------------------------------------------------- | --- |
| ۲۰۰۷ | جایزه برگزیده مردم FM 957       | کنسرت راک استار ایسلند (با جاش لوگان، مگنی و استورم لارج) | style="background: #9EFF9E; color: #000; vertical-align: middle; text-align: center; " class="yes table-yes2 notheme"\|برنده |
| ۲۰۱۰ | اقدام در جشنواره بین‌المللی فیلم | دیلانا (در نقش اسکاتی بالانتاین در فرشته استتار شده)      | style="background: #9EFF9E; color: #000; vertical-align: middle; text-align: center; " class="yes table-yes2 notheme"\|برنده |
| ۲۰۱۰ | جشنواره بین‌المللی فیلم آمریکا   | دیلانا (در نقش اسکاتی بالانتاین در فرشته استتار شده)      | style="background: #9EFF9E; color: #000; vertical-align: middle; text-align: center; " class="yes table-yes2 notheme"\|برنده |